# Enric Lluís Roura i Vilaret
Enric Lluís Roura i Vilaret (Calonge, 4 de novembre de 1865 - Barcelona, 9 de març de 1921) va ser un empresari surotaper i polític català.

Va interrompre la formació escolar de batxillerat i ser educat per son pare, Esteve Roura a l'ofici de la fabricació de taps de suro, en la fàbrica familial, que era la primera a escala industrial a Calonge. Aviat va ser enviat prop de son germà gran Josep per aprendre l'anglès a la sucursal de Londres al Regne Unit, aleshores el principal mercat dels taps. Després d'aprendre la llengua s'establí a Escòcia per a dirigir la sucursal d'Edimburg.

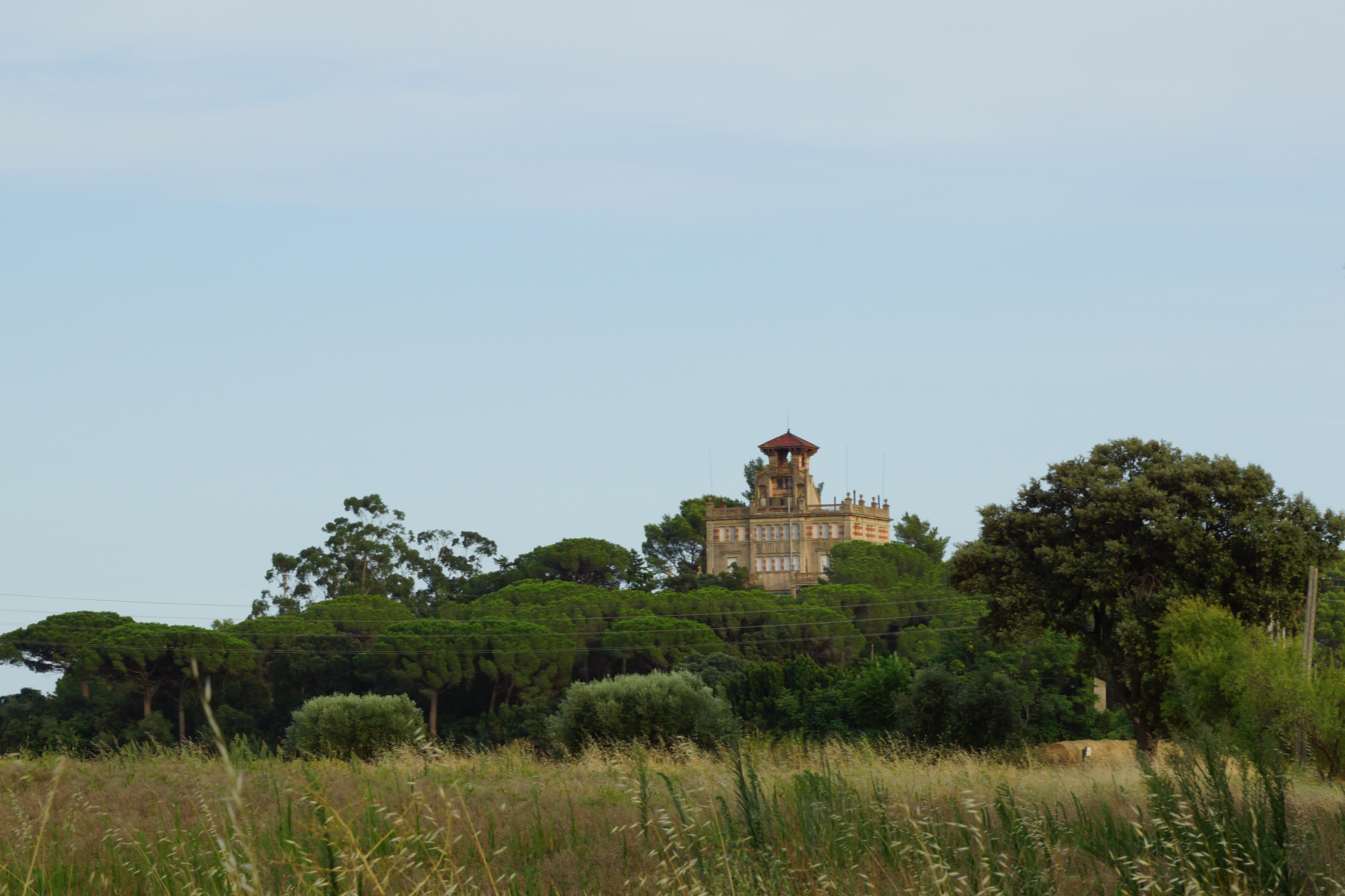
La Torre Roura

 Quan tenia gairebé trenta anys, a la mort de son pare, va deixar Edimburg i establir-se a Calonge, on va fer construir la Torre Roura al turó de Les Aixades, una monumental residència modernista inaugurada el 1900. Va ser conegut per a la seva obra filantròpica, que sempre va fer amb la màxima discreció. L'hospital, la caixa d'estalvis i la portada d'aigua potable a la vila, van ser projectes que va fomentar. Políticament, militava a la Lliga Regionalista amb Francesc Cambó i Batlle tot i amistançar-se amb Josep Irla i Bosch del bàndol contrari.
Morí a Barcelona el 9 de març de 1921 (als 55 anys). La seva última voluntat fou d'ésser enterrat a Calonge.

## Reconeixement
- La vila de Calonge li va dedicar el Carrer Enric Lluís Roura[3]